# غشای آسه
غشای آسه، یا آکسولما (انگلیسی: Axolemma) به لایهٔ نازک و پوشانندهٔ بیرونی آسه (آکسون، بخش بلند سلول عصبی) گفته می‌شود که مسئول تنظیم عبور یون‌ها و انتقال پیام‌های الکتریکی در طول نورون است.
آکسون (برابر فارسی: آسه) بخشی از نورون است که پیام‌های الکتریکی (پتانسیل‌های عمل) را منتقل می‌کند. آکسولما یک غشای دولایه فسفولیپیدی است که ضخامت آن حدود ۸ نانومتر است.
ساختار آکسولما شامل اسکلت سلولی متشکل از آرایش‌های شش‌ضلعی یا پنج‌ضلعی در داخل غشا است و به اکتین متصل می‌شود. ماتریکس سلولی توسط پروتئین‌های تراغشایی، از جمله اینتگرین بتا ۱، به اسکلت سلولی متصل می‌شود. آکسولما به‌عنوان یک غشای دولایه فسفولیپیدی، اجازه عبور مستقیم یون‌ها یا ذرات باردار را نمی‌دهد؛ بنابراین، پروتئین‌های تراغشایی مانند پمپ‌های یونی وابسته به انرژی (مانند پمپ سدیم/پتاسیم) و کانال‌های یونی (کانال‌های وابسته به لیگاند، مکانیکی، ولتاژی و نشتی) برای عبور این یون‌ها و ایجاد پتانسیل‌های غشایی که منجر به پتانسیل عمل می‌شوند، ضروری هستند.

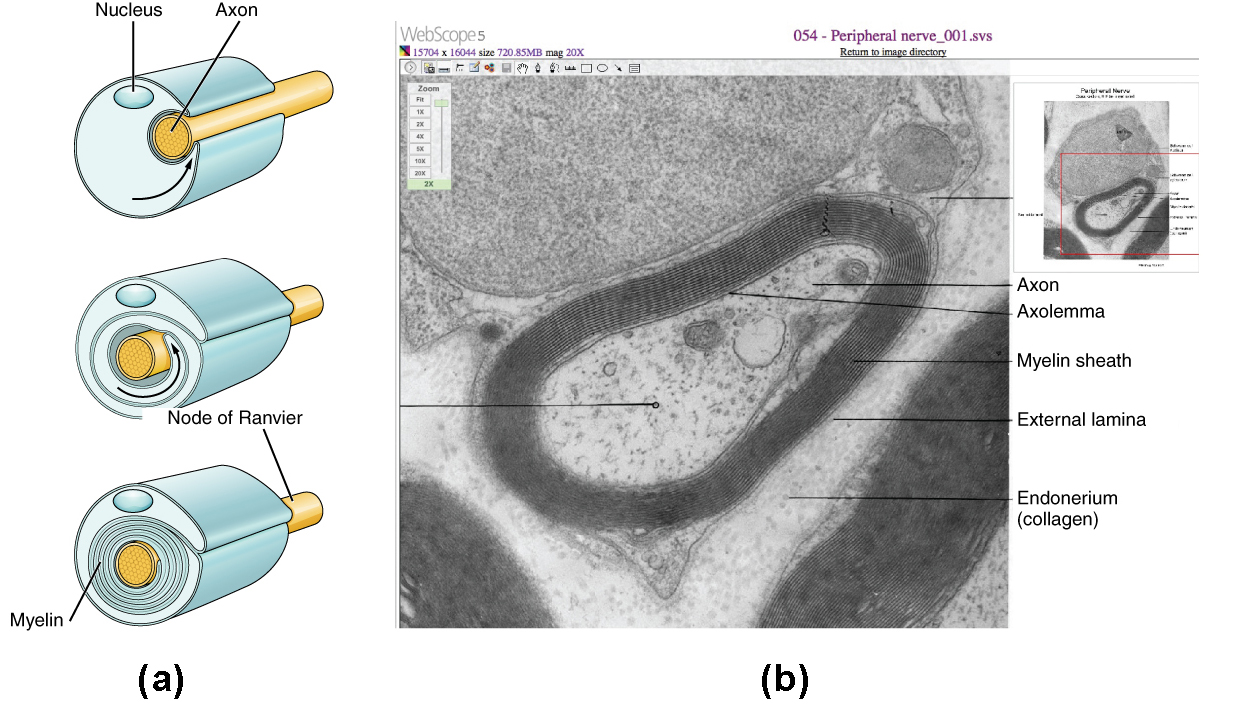
یک نمودار متحرک و اسلاید بافت‌شناسی از یک آکسون، که موقعیت آکسولما را نسبت به آکسون نشان می‌دهد.

وظیفه اصلی غشاهای سلولی، از جمله آکسولما، تنظیم ورود و خروج مواد به سلول است. آکسولما نقش مهمی در دستگاه عصبی ایفا می‌کند، به‌ویژه در مسیرهای حس، یکپارچه‌سازی و پاسخ‌دهی. ارتباط بین نورون‌ها در سیستم عصبی به غشاهای تحریک‌پذیر، به‌ویژه آکسولما، وابسته است. آکسولما مسئول انتقال سیگنال‌ها بین نورون و سلول‌های شوان است. این سیگنال‌ها عملکردهای تکثیری و تولید میلین سلول‌های شوان را کنترل می‌کنند و همچنین در تنظیم اندازه آکسون نقش دارند.
تغییرات در وضعیت الکتریکی آکسولما به‌عنوان پتانسیل غشا شناخته می‌شود که توزیع بار بین داخل و خارج سلول را نشان می‌دهد و بر حسب میلی‌ولت (mV) اندازه‌گیری می‌شود. پروتئین‌های تراغشایی غلظت یون‌ها را در داخل و خارج سلول نسبتاً متعادل نگه می‌دارند، اما اگر تفاوتی در بار در سطح آکسولما ایجاد شود، سیگنال‌های الکتریکی مانند پتانسیل‌های عمل می‌توانند تولید شوند.
زمانی که یاخته یا آسه در حالت استراحت است، غلظت سدیم (Na⁺) در خارج سلول بیشتر از داخل آن است و غلظت پتاسیم (K⁺) در داخل سلول بیشتر از خارج آن است. این تفاوت در بار به‌عنوان پتانسیل استراحت غشا شناخته می‌شود که حدود -۷۰ میلی‌ولت است.
باز شدن کانال‌های آکسولما اجازه می‌دهد Na⁺ به داخل سلول جریان یابد، که باعث می‌شود پتانسیل غشا به سمت صفر حرکت کند؛ این فرایند به‌عنوان دیپولاریزاسیون شناخته می‌شود. با افزایش غلظت Na⁺، پتانسیل غشا به +۳۰ میلی‌ولت می‌رسد. سپس، کانال‌های ولتاژی خاص K⁺ باز می‌شوند و K⁺ به خارج سلول جریان می‌یابد، که باعث بازگشت پتانسیل غشا به سمت پتانسیل استراحت می‌شود؛ این فرایند به‌عنوان رپولاریزاسیون شناخته می‌شود. با این حال، رپولاریزاسیون ممکن است از پتانسیل استراحت فراتر رود، زیرا بسته شدن کانال‌های K⁺ با تأخیر همراه است، که منجر به دوره‌ای از هایپرپولاریزاسیون می‌شود.
این تغییر در بار، ولتاژ و پتانسیل غشا یک سیگنال الکتریکی به نام پتانسیل عمل ایجاد می‌کند. پتانسیل‌های عمل برای ارتباط بین نورون‌ها در بافت عصبی استفاده می‌شوند.